# Liste der Mitglieder des Landtags von Baden-Württemberg (4. Wahlperiode)
Diese Liste gibt einen Überblick über alle Mitglieder des 4. baden-württembergischen Landtages (1964–1968) mit Fraktionszugehörigkeit und Wahlkreis.
Der 4. Landtag wurde am 26. April 1964 gewählt. Die 1. Plenarsitzung fand am 10. Juni 1964, die letzte am 29. März 1968 statt.
Zum Präsidenten des Landtags von Baden-Württemberg wurde Franz Gurk (CDU) gewählt. Beim Fraktionsvorsitz der SPD gab es während der Legislaturperiode einen Wechsel, als Walter Krause 1966 Minister in der neugebildeten Regierung einer Großen Koalition wurde.

## Sitzverteilung
| Fraktion | Sitze | Direktmandate | Zweitmandate |
| -------- | ----- | ------------- | ------------ |
| CDU      | 059   | 044           | 015          |
| SPD      | 047   | 025           | 022          |
| FDP/DVP  | 014   | 01            | 013          |
| Gesamt   | 120   | 070           | 050          |

## Abgeordnete
| Name                   | Lebensdaten | Fraktion | Wahlkreis             | Mandat                       | Anmerkung                                                          |
| ---------------------- | ----------- | -------- | --------------------- | ---------------------------- | ------------------------------------------------------------------ |
| Franz Adis             | 1916–2005   | CDU      | 60 Freudenstadt       | Direktmandat                 |                                                                    |
| Karl Hans Albrecht     | 1919–1965   | SPD      | 40 Heidelberg-Land    | Zweitmandat                  | verstorben am 27. Mai 1965 (Nachfolger: Hans Walch)                |
| Kurt Angstmann         | 1915–1978   | SPD      | 31 Mannheim-Stadt I   | Direktmandat                 |                                                                    |
| Erich Walter Barthold  | 1920–2000   | CDU      | 65 Reutlingen         | Zweitmandat                  |                                                                    |
| Traugott Bender        | 1927–1979   | CDU      | 28 Karlsruhe-Stadt I  | Zweitmandat                  |                                                                    |
| Else Berkmann          | 1904–2001   | SPD      | 01 Stuttgart I        | Direktmandat                 |                                                                    |
| Karl Brachat           | 1901–1971   | CDU      | 53 Villingen          | Direktmandat                 |                                                                    |
| Karl Braun             | 1897–1983   | SPD      | 11 Ludwigsburg II     | Direktmandat                 | ausgeschieden am 26. Januar 1967 (Nachfolger: Claus Weyrosta)      |
| Eugen Breitling        | 1906–1980   | CDU      | 59 Calw               | Direktmandat                 |                                                                    |
| Friedrich Brünner      | 1910–2004   | CDU      | 69 Ravensburg         | Direktmandat                 |                                                                    |
| Heinz Bühringer        | 1927–2016   | SPD      | 24 Waiblingen II      | Direktmandat                 |                                                                    |
| Wilhelm Buggle         | 1915–1989   | CDU      | 62 Tuttlingen         | Direktmandat                 |                                                                    |
| Albert Burger          | 1925–1981   | CDU      | 52 Emmendingen        | Direktmandat                 | ausgeschieden am 31. Oktober 1965 (Nachfolger: Albert Höfflin)     |
| Wolfgang Daffinger     | 1927–2013   | SPD      | 39 Mannheim-Land II   | Direktmandat                 |                                                                    |
| Theopont Diez          | 1908–1993   | CDU      | 47 Konstanz II        | Direktmandat                 |                                                                    |
| Paul Doll              | 1915–2003   | SPD      | 13 Heilbronn-Land II  | Direktmandat                 |                                                                    |
| Heinz Duffner          | 1926–1984   | SPD      | 49 Waldshut           | Zweitmandat                  |                                                                    |
| Otto Dullenkopf        | 1920–2007   | CDU      | 29 Karlsruhe-Stadt II | Direktmandat                 |                                                                    |
| Rudolf Eberle          | 1926–1984   | CDU      | 49 Waldshut           | Direktmandat                 |                                                                    |
| Karl Emig              | 1902–1989   | CDU      | 40 Heidelberg-Land    | Direktmandat                 |                                                                    |
| Erich Emmrich          | 1922–1983   | SPD      | 63 Balingen           | Zweitmandat                  |                                                                    |
| Alfred Entenmann       | 1927        | CDU      | 23 Waiblingen         | Zweitmandat                  |                                                                    |
| Walter Erbe            | 1909–1967   | FDP/DVP  | 03 Stuttgart III      | Zweitmandat                  | verstorben am 3. Oktober 1967 (Nachfolger: Friedrich Haag)         |
| Emil Erlenbusch        | 1911–1983   | SPD      | 22 Backnang           | Direktmandat                 |                                                                    |
| Emil Feucht            | 1910–2000   | FDP/DVP  | 13 Heilbronn-Land II  | Zweitmandat                  |                                                                    |
| Hans Filbinger         | 1913–2007   | CDU      | 44 Freiburg-Stadt     | Direktmandat                 |                                                                    |
| Albert Flattich        | 1899–1970   | FDP/DVP  | 09 Leonberg           | Zweitmandat                  |                                                                    |
| Gottlieb Frank         | 1904–1998   | CDU      | 14 Öhringen           | Direktmandat                 |                                                                    |
| Hans Frank             | 1919–2001   | SPD      | 53 Villingen          | Zweitmandat                  |                                                                    |
| Alfons Frick           | 1913–2002   | CDU      | 26 Esslingen II       | Direktmandat                 |                                                                    |
| Tiberius Fundel        | 1897–1982   | CDU      | 66 Ehingen            | Direktmandat                 |                                                                    |
| Valentin Gaa           | 1905–1985   | CDU      | 38 Mannheim-Land I    | Zweitmandat                  |                                                                    |
| Erich Ganzenmüller     | 1914–1983   | CDU      | 21 Schwäbisch Gmünd   | Direktmandat                 |                                                                    |
| Hugo Geisert           | 1917–1986   | CDU      | 42 Mosbach            | Direktmandat                 |                                                                    |
| Erwin Geist            | 1916–2012   | SPD      | 58 Tübingen           | Zweitmandat                  |                                                                    |
| Roland Gerstner        | 1931–2025   | CDU      | 57 Rastatt            | Direktmandat                 |                                                                    |
| Robert Gleichauf       | 1914–1992   | CDU      | 61 Rottweil           | Direktmandat                 |                                                                    |
| Franz Gog              | 1907–1980   | CDU      | 64 Hechingen          | Direktmandat                 |                                                                    |
| Erwin Gomeringer       | 1914–2006   | CDU      | 63 Balingen           | Direktmandat                 |                                                                    |
| Hermann Gross          | 1919–2005   | SPD      | 59 Calw               | Zweitmandat                  |                                                                    |
| Franz Gurk             | 1898–1984   | CDU      | 37 Bruchsal           | Direktmandat                 |                                                                    |
| Friedrich Haag         | 1930–2022   | FDP/DVP  | 03 Stuttgart III      | Nachrücker im Zweitmandat    | eingetreten am 11. Oktober 1967 für Walter Erbe                    |
| Martin Haag            | 1891–1980   | CDU      | 08 Böblingen          | Zweitmandat                  |                                                                    |
| Gottfried Haase        | 1923–2014   | SPD      | 09 Leonberg           | Direktmandat                 |                                                                    |
| Heinrich von Hacht     | 1915–1998   | SPD      | 10 Ludwigsburg I      | Direktmandat                 |                                                                    |
| August Hagmann         | 1914–1969   | CDU      | 27 Nürtingen          | Direktmandat                 |                                                                    |
| Adolf Hasenöhrl        | 1911–1989   | SPD      | 16 Aalen              | Zweitmandat                  | ausgeschieden am 1. März 1967 (Nachfolger: Herbert Kellner)        |
| Karl Hauff             | 1908–1987   | SPD      | 05 Stuttgart V        | Direktmandat                 |                                                                    |
| Willi von Helden       | 1915–1988   | SPD      | 19 Göppingen I        | Direktmandat                 |                                                                    |
| Fritz Helmstädter      | 1904–1971   | SPD      | 02 Stuttgart II       | Direktmandat                 |                                                                    |
| Walter Hirrlinger      | 1926–2018   | SPD      | 25 Esslingen I        | Direktmandat                 | Fraktionsvorsitzender seit 1966                                    |
| Günter Höch            | 1921–2015   | SPD      | 70 Wangen             | Zweitmandat                  | eingetreten am 26. August 1965 für Harro Meyer                     |
| Albert Höfflin         | 1925–2024   | CDU      | 52 Emmendingen        | Nachrücker im Direktmandat   | eingetreten am 1. November 1965 für Albert Burger                  |
| Paul Hofstetter        | 1907–1983   | SPD      | 03 Stuttgart III      | Direktmandat                 |                                                                    |
| Anton Huber            | 1905–1998   | CDU      | 16 Aalen              | Direktmandat                 |                                                                    |
| Anton Ilg              | 1919–1995   | CDU      | 20 Göppingen II       | Direktmandat                 |                                                                    |
| Hedwig Jochmus         | 1899–1993   | CDU      | 30 Heidelberg-Stadt   | Direktmandat                 |                                                                    |
| Wilhelm Jung           | 1928–2015   | CDU      | 50 Lörrach            | Zweitmandat                  |                                                                    |
| Erhard Junghans        | 1925–2005   | CDU      | 43 Tauberbischofsheim | Direktmandat                 |                                                                    |
| Oskar Kalbfell         | 1897–1979   | SPD      | 65 Reutlingen         | Direktmandat                 |                                                                    |
| Hermann Kapp           | 1898–1983   | CDU      | 09 Leonberg           | Zweitmandat                  |                                                                    |
| Herbert Kellner        | 1917–1983   | SPD      | 16 Aalen              | Nachrücker im Zweitmandat    | eingetreten am 6. März 1967 für Adolf Hasenöhrl                    |
| Kurt Georg Kiesinger   | 1904–1988   | CDU      | 67 Saulgau            | Direktmandat                 | ausgeschieden am 9. Dezember 1966 (Nachfolger: Anton Lutz)         |
| Willibald Kimmel       | 1929–2011   | CDU      | 33 Mannheim-Stadt III | Zweitmandat                  |                                                                    |
| Otto Klenert           | 1915–1993   | CDU      | 12 Heilbronn-Land I   | Direktmandat                 |                                                                    |
| Hansgeorg Klenk        | 1924–1976   | CDU      | 19 Göppingen I        | Zweitmandat                  |                                                                    |
| Paul Knittel           | 1905–1982   | SPD      | 23 Waiblingen I       | Direktmandat                 |                                                                    |
| Walter Krause          | 1912–2000   | SPD      | 33 Mannheim-Stadt III | Direktmandat                 | Fraktionsvorsitzender bis 1966                                     |
| Ernst Kühnle           | 1915–1993   | CDU      | 34 Karlsruhe-Land I   | Direktmandat                 |                                                                    |
| Hanne Landgraf         | 1914–2005   | SPD      | 28 Karlsruhe-Stadt I  | Nachrückerin im Direktmandat | eingetreten am 7. März 1966 für Walther Wäldele                    |
| Otto Lauer             | 1908–1971   | SPD      | 36 Pforzheim          | Direktmandat                 |                                                                    |
| Willi Lauk             | 1913–1965   | CDU      | 03 Stuttgart III      | Zweitmandat                  | verstorben am 21. Dezember 1965 (Nachfolger: Erwin Springer)       |
| Ludwig Leber           | 1903–1974   | CDU      | 04 Stuttgart IV       | Zweitmandat                  |                                                                    |
| Eugen Leibfried        | 1897–1978   | CDU      | 41 Sinsheim           | Direktmandat                 |                                                                    |
| Christian Leibing      | 1905–1997   | CDU      | 18 Ulm-Land           | Direktmandat                 |                                                                    |
| Franz Leuser           | 1913–2005   | CDU      | 48 Donaueschingen     | Direktmandat                 |                                                                    |
| Eduard Leuze           | 1906–1973   | FDP/DVP  | 65 Reutlingen         | Zweitmandat                  |                                                                    |
| Emil Limbeck           | 1909–1978   | SPD      | 38 Mannheim-Land I    | Direktmandat                 |                                                                    |
| Alfred Löffler         | 1909–1989   | CDU      | 51 Freiburg-Land      | Direktmandat                 |                                                                    |
| Joachim Löffler        | 1904–1979   | SPD      | 26 Esslingen II       | Zweitmandat                  |                                                                    |
| Hans Lorenser          | 1916–1989   | CDU      | 07 Ulm-Stadt          | Direktmandat                 |                                                                    |
| Nikolaus Lorenz        | 1929–2016   | SPD      | 50 Lörrach            | Direktmandat                 |                                                                    |
| Anton Lutz             | 1921–2004   | CDU      | 67 Saulgau            | Nachrücker im Direktmandat   | eingetreten am 13. Dezember 1966 für Kurt Georg Kiesinger          |
| Kurt Matt              | 1921–1970   | SPD      | 48 Donaueschingen     | Zweitmandat                  |                                                                    |
| Lena Maurer            | 1904–1990   | SPD      | 32 Mannheim-Stadt II  | Direktmandat                 |                                                                    |
| Siegfried Meister      | 1903–1982   | CDU      | 35 Karlsruhe-Land II  | Direktmandat                 | ausgeschieden am 31. Oktober 1965 (Nachfolger: Camill Siegwarth)   |
| Harro Meyer            | 1905–1965   | SPD      | 70 Wangen             | Zweitmandat                  | verstorben am 7. August 1965 (Nachfolger: Günter Höch)             |
| Paul Meyle             | 1900–1977   | FDP/DVP  | 06 Heilbronn-Stadt    | Zweitmandat                  |                                                                    |
| Friedrich Müller       | 1922–2014   | SPD      | 37 Bruchsal           | Zweitmandat                  |                                                                    |
| Hermann Müller         | 1913–1991   | FDP/DVP  | 15 Crailsheim         | Direktmandat                 |                                                                    |
| Rudolf Müller          | 1915–2011   | FDP/DVP  | 14 Öhringen           | Zweitmandat                  |                                                                    |
| Willy Niethammer       | 1914–1991   | SPD      | 61 Rottweil           | Zweitmandat                  |                                                                    |
| Guntram Palm           | 1931–2013   | FDP/DVP  | 24 Waiblingen II      | Zweitmandat                  |                                                                    |
| Hermann Person         | 1914–2005   | CDU      | 54 Lahr               | Direktmandat                 | ausgeschieden am 2. November 1967 (Nachfolger: Karl Theodor Uhrig) |
| Alfred Rauch           | 1893–1977   | CDU      | 17 Heidenheim         | Direktmandat                 |                                                                    |
| Stefie Restle          | 1901–1978   | SPD      | 04 Stuttgart IV       | Direktmandat                 |                                                                    |
| Stefanie Roeger        | 1904–1992   | CDU      | 02 Stuttgart II       | Zweitmandat                  |                                                                    |
| Kurt Rückstieß         | 1920–2018   | SPD      | 69 Ravensburg         | Zweitmandat                  |                                                                    |
| Ernst Schäfer          | 1906–1989   | SPD      | 08 Böblingen          | Direktmandat                 |                                                                    |
| Rudolf Schieler        | 1928–2012   | SPD      | 44 Freiburg-Stadt     | Zweitmandat                  |                                                                    |
| Karl Schiess           | 1914–1999   | CDU      | 45 Überlingen         | Direktmandat                 |                                                                    |
| Josef Schmidt          | 1908–1979   | SPD      | 52 Emmendingen        | Zweitmandat                  |                                                                    |
| Arnold Schmidt-Brücken | 1905–1986   | FDP/DVP  | 30 Heidelberg-Stadt   | Zweitmandat                  |                                                                    |
| Rolf Schoeck           | 1928–1999   | CDU      | 10 Ludwigsburg I      | Zweitmandat                  |                                                                    |
| Erhard Schrempp        | 1910–1971   | CDU      | 55 Offenburg          | Direktmandat                 |                                                                    |
| Bernhard Schroth       | 1908–1986   | SPD      | 57 Rastatt            | Zweitmandat                  |                                                                    |
| Hans-Otto Schwarz      | 1929–2011   | SPD      | 27 Nürtingen          | Zweitmandat                  |                                                                    |
| Valentin Schweiger     | 1900–1990   | SPD      | 51 Freiburg-Land      | Zweitmandat                  |                                                                    |
| Josef Siedler          | 1913–2005   | CDU      | 70 Wangen             | Direktmandat                 |                                                                    |
| Camill Siegwarth       | 1918–1989   | CDU      | 35 Karlsruhe-Land II  | Nachrücker im Direktmandat   | eingetreten am 1. November 1965 für Siegfried Meister              |
| Erwin Springer         | 1935–1981   | CDU      | 03 Stuttgart III      | Nachrücker im Zweitmandat    | eingetreten am 13. Januar 1966 für Willi Lauk                      |
| Friedrich Stephan      | 1915–1997   | SPD      | 55 Offenburg          | Zweitmandat                  |                                                                    |
| Friedrich Konrad Stork | 1914–1988   | FDP/DVP  | 51 Freiburg-Land      | Zweitmandat                  |                                                                    |
| Friedrich Stock        | 1913–1978   | FDP/DVP  | 60 Freudenstadt       | Zweitmandat                  | Fraktionsvorsitzender                                              |
| Karl Theodor Uhrig     | 1923–2000   | CDU      | 54 Lahr               | Nachrücker im Direktmandat   | eingetreten am 8. November 1967 für Hermann Person                 |
| Fritz Ulrich           | 1888–1969   | SPD      | 06 Heilbronn-Stadt    | Direktmandat                 |                                                                    |
| Hermann Veit           | 1897–1973   | SPD      | 29 Karlsruhe-Stadt II | Zweitmandat                  |                                                                    |
| Hermann Viellieber     | 1917–1993   | CDU      | 46 Konstanz I         | Direktmandat                 |                                                                    |
| Wolfgang Vogt          | 1913–2005   | FDP/DVP  | 36 Pforzheim          | Zweitmandat                  |                                                                    |
| Walther Wäldele        | 1921–2003   | SPD      | 28 Karlsruhe-Stadt I  | Direktmandat                 | ausgeschieden am 4. März 1966 (Nachfolgerin: Hanne Landgraf)       |
| Kurt Wagner            | 1915–1986   | SPD      | 42 Mosbach            | Zweitmandat                  |                                                                    |
| Hans Walch             | 1908–1981   | SPD      | 40 Heidelberg-Land    | Nachrücker im Zweitmandat    | eingetreten am 4. Juni 1965 für Karl Hans Albrecht                 |
| Emil Wegmann           | 1906–1987   | SPD      | 30 Heidelberg-Stadt   | Zweitmandat                  |                                                                    |
| Gerhard Weng           | 1916–1988   | CDU      | 58 Tübingen           | Direktmandat                 |                                                                    |
| Claus Weyrosta         | 1925–2003   | SPD      | 11 Ludwigsburg II     | Nachrücker im Direktmandat   | eingetreten am 1. Februar 1967 für Karl Braun                      |
| Fritz Wurster          | 1922–2016   | CDU      | 36 Pforzheim          | Zweitmandat                  |                                                                    |
| Camill Wurz            | 1905–1986   | CDU      | 56 Baden-Baden        | Direktmandat                 | Fraktionsvorsitzender                                              |
| Berthold Zehnder       | 1928–1986   | FDP/DVP  | 53 Villingen          | Zweitmandat                  |                                                                    |
| Friedrich Ziegler      | 1907–1979   | FDP/DVP  | 04 Stuttgart IV       | Zweitmandat                  |                                                                    |
| Erwin Zinger           | 1899–1982   | CDU      | 11 Ludwigsburg II     | Zweitmandat                  |                                                                    |
| Alfons Zinser          | 1914–1991   | CDU      | 68 Biberach           | Direktmandat                 |                                                                    |